# Instituto de Investigaciones Estéticas (Universidad Nacional Autónoma de México)
El Instituto de Investigaciones Estéticas de la Universidad Nacional Autónoma de México es un centro académico dedicado a la producción de historia, teoría y crítica del arte, así como a la conservación y la defensa del patrimonio artístico de México.

## Historia[1]
El Instituto de Investigaciones Estéticas de la Universidad Nacional Autónoma de México nace en 1935 por iniciativa de Manuel Toussaint y Ritter con el fin de llevar a cabo las investigaciones para lograr un conocimiento del arte mexicano, inicialmente como Laboratorio de Arte y al año siguiente ya como Instituto. Sus orígenes están vinculados principalmente con dos instituciones: la Universidad de México y la Academia de Bellas Artes de San Carlos. 

Al ser México un país con un enorme legado artístico, fue invitado a las grandes exposiciones internacionales desde 1889; además, en la década de los años veinte, dio al mundo el arte universal del muralismo. Así, la enseñanza de las Bellas Artes generó una necesidad infalible: la investigación de la historia de las bellas artes. Esta responsabilidad cayó a cargo de la Universidad: crear un Instituto que hiciera las investigaciones que en esos momentos ni la Escuela de Bellas Artes ni ninguna otra podían emprender. En 1867 la enseñanza de las artes plásticas quedó sometida a una orientación liberal nacionalista. Es muy notable que en la Escuela de Bellas Artes se integraran clases nuevas, como la de historia universal, la de historia de México, la de historia del arte en general y del arte mexicano en particular. La que causó dificultades fue la enseñanza del arte mexicano porque sobre su historia se tenían pocos conocimientos. En el caso de la historia general de las bellas artes se podía recurrir a los libros que se importaban de Europa, sobre todo de Francia, pero para la historia del arte mexicano no había otro recurso que la investigación para construir lo que apenas existía. 

El arquitecto Luis MacGregor y los profesores Rafael García Granados y Manuel Toussaint constituían el grupo más interesado en la posibilidad de formar un instituto destinado a hacer investigación. Sirvió como impulso la presencia en México durante 1934 del gran investigador español Diego Angulo Íñiguez, quien sugirió y los exhortó a organizar un laboratorio de arte, semejante al que tiempo atrás había funcionado en Sevilla. Toussaint dirigió un escrito al entonces rector de la Universidad Fernando Ocaranza, en el que exponía la apremiante necesidad de iniciar institucionalmente las investigaciones sobre el arte en México: 

La historia de nuestras artes plásticas está por hacerse. Ha habido estimables esfuerzos aislados, pero falta un centro coordinador y autorizado. Éste puede y debe ser nuestra Universidad, centro máximo de cultura en el país
 Manuel Toussaint

Las autoridades fueron sensibles a la justa petición, y el 19 de febrero de 1935 se aprobó y se instaló el Laboratorio de Arte de la Universidad Nacional Autónoma de México. Al año siguiente, a pesar de los problemas pecuniarios que pesaban sobre la Universidad a raíz de su recién lograda autonomía, el Laboratorio se elevó a la categoría de Instituto de Investigaciones Estéticas, en acuerdo tomado el 3 de agosto de 1936. Desde entonces el Instituto se enfrentó al reto de construir la historia del arte mexicano ya que poco se sabía sobre las obras de arte nacionales, ni su naturaleza, ni sus autores, ni sus orígenes. Además se carecía de una teoría del arte, por no hablar de una estética. Como respuesta el Instituto empezó a publicar una serie de estudios en su revista Anales  y sus primeros libros, que fueron primicias en el conocimiento del pasado artístico mexicano.

## Investigación
La tarea fundamental es el estudio sobre las manifestaciones artísticas del país; en los campos de la crítica, la teoría y la historia del arte, así como la conservación y la defensa del patrimonio artístico nacional en sus diferentes periodos: prehispánico, colonial, moderno y contemporáneo. Es un espacio donde convergen las artes plásticas, la danza, la literatura, la fotografía, el cine y la música.
Actualmente cuenta con 57 Investigadores de reconocida trayectoria que a través de seminarios, proyectos de investigación individuales o colectivos, congresos o coloquios como el Internacional de Historia del Arte; discuten, reflexionan y aportan un mayor conocimiento sobre la historia del arte.

## Áreas técnico académicas
Para cumplir con sus tareas de estudio y difusión, tanto del arte mexicano como el de otros lugares del mundo, el Instituto cuenta con varias áreas, cada una con una labor específica:
El Archivo Fotográfico Manuel Toussaint  tiene sus orígenes en 1953, año en que ingresó a la UNAM la dra. Elisa Vargaslugo con la misión de incrementar y resguardar las colecciones de fotografía del instituto, fue en 1990 cuando se le dio el nombre que lleva ahora. Actualmente resguarda más de 750 000 imágenes, el Archivo se ha constituido en el depositario más importante del país de documentos visuales acerca del arte mexicano; cuenta además con un laboratorio de conservación especializado. Las tareas que se realizan en el Archivo van desde el préstamo de materiales para consulta hasta la organización de exposiciones fotográficas.
El acervo de la Biblioteca Justino Fernández es el más importante y extenso en América Latina en cuanto a obras dedicadas al estudio del arte. Brinda un apoyo invaluable a la investigación a través de sus programas de donación y canje de libros, y de intercambio y préstamo interbibliotecarios; además, con sus materiales bibliohemerográficos participa en distintas exposiciones y en la producción de programas televisivos.
El Departamento de Investigación Documental lleva a cabo actividades de investigación en distintos archivos del país. Sus labores se concentran en los Catálogos de Documentos de Arte.
El Laboratorio de Diagnóstico de Obras de Arte participa en proyectos encaminados a la investigación y la conservación del patrimonio artístico nacional, mediante el análisis de los materiales y los procedimientos empleados en la creación de las obras de arte.
A partir de mayo de 2008, entró en función el Laboratorio de Hipermedios. En él se aprovechan los recursos de la tecnología digital en el estudio, la investigación y la difusión de la historia del arte.
El Departamento de Publicaciones se encarga de difundir las investigaciones del Instituto. A este esfuerzo se suma la revista Anales del Instituto de Investigaciones Estéticas, que dos veces al año ofrece en sus páginas las opiniones de prestigiados investigadores de todo el mundo. La revista Imágenes es una publicación electrónica que ofrece varios artículos donde se difunden las actividades académicas del Instituto y otras noticias en torno a la historia del arte.

## Directores
- Rafael López Castañón[7]  1936 a 1939
- Manuel Toussaint y Ritter 1939 a 1955
- Justino Fernández García 1955 a 1968
- Clementina Díaz y de Ovando 1968 a 1974
- Jorge Alberto Manrique Castañeda 1974 a 1980
- Beatriz Ramírez de la Fuente 1980 a 1986
- Elisa García Barragán 1986 a 1990
- Rita Eder Rozencwaig 1990 a 1998
- María Teresa Uriarte 1998 a 2006
- Arturo Pascual Soto 2006 a 2010
- Renato González Mello 2010 a 2018
- Ivan Ruíz García 2018 a 26 de agosto de 2021
- Angélica Velázquez Guadarrama 2021-A la fecha

## Unidad Oaxaca[8]
En agosto de 2007 se pusieron en marcha los trabajos de la nueva sede académica del Instituto en la ciudad de Oaxaca, que se encuentra alojada en una vieja casona de la Alameda de León, cuyos orígenes se remontan al siglo XVIII, y que la Universidad Nacional Autónoma de México recibió en comodato desde 2005. Esta sede resguarda la biblioteca –integrada por más de 6 000 volúmenes– que perteneció a Beatriz de la Fuente; en su acervo se encuentran algunos facsímiles de códices prehispánicos. La biblioteca cuenta con los elementos necesarios para operar como sala de videoconferencias. El equipo es semejante al de la Sala Francisco de la Maza, ubicada en la sede de Ciudad Universitaria, esto permite establecer constante comunicación entre ambas. Es de esperar que este centro de estudio pueda convertirse en un punto de referencia para el sur de México y Centroamérica. Fue inaugurado por los entonces rector Juan Ramón de la Fuente e hijo de Beatriz de la Fuente, y Arturo Pascual Soto, uno de sus predilectos discípulos y director del Instituto de Investigaciones Estéticas.

## Coloquio Internacional de Historia del Arte
En el marco del 40 aniversario del Instituto, su entonces director  Jorge Alberto Manrique, consideró que la mejor forma de celebrar era organizar un intercambio académico que moviera “a la reflexión”. Cabe destacar que la idea de una celebración estrictamente académica provino de la exdirectora del Instituto, Clementina Díaz y de Ovando. Así, en agosto de 1975 se llevó a cabo el primer Coloquio Internacional de Historia del Arte,  La dicotomía entre arte culto y arte popular, tema propuesto por Ida Rodríguez Prampolini. El encuentro se dio en la ciudad de Zacatecas con la presencia de un buen número de investigadores mexicanos y connotados especialistas internacionales como George Kubler y Michel Ragon.
Desde sus inicios se contempló la posibilidad de realizar los coloquios fuera de la ciudad capital para fomentar la participación y la convivencia de los asistentes y los ponentes. Con esta decisión, se buscó fomentar la contribución de académicos de las instancias universitarias locales interesados en la historia del arte. Es de recordar el hecho de que el XXXII Coloquio Internacional de Historia del Arte tuvo lugar por primera vez fuera de México, en la ciudad de Lima, en diciembre de 2008, con la colaboración de la Pontificia Universidad Católica del Perú y la Universidad Mayor de San Marcos. 
También se agregó la tradición de publicar una memoria con las ponencias presentadas con los comentarios oficiales expuestos durante el encuentro público. A la fecha, se cuenta con un sólido acervo que supera la treintena de publicaciones especializadas en muy variados temas.
Los contenidos que se abordan en los coloquios han sido muy variados y de interés indiscutible. La decisión sobre la idea rectora se ha tomado a partir de diversas propuestas de los investigadores, quienes, conformados en comités de selección y organización, enriquecen las convocatorias y las participaciones.
I. La dicotomía entre arte culto y arte popular (Zacatecas, 1975).

II. La dispersión del manierismo: documentos de un coloquio (Oaxtepec, 1976).

III. La iconografía en el arte contemporáneo (Xalapa, 1977).

IV. El arte efímero en el mundo hispánico (Morelia, 1978).

V. Orozco: una relectura (Guadalajara, 1979).

VI. Ciudad: concepto y obra (Ciudad de México, 1980).

VII. Las academias de arte (Guanajuato, 1981).

VIII. Los estudios sobre el arte mexicano: examen y prospectiva (Ciudad de México, 1982).

IX. El nacionalismo y el arte mexicano (Ciudad de México, 1983).

X. Simpatías y diferencias: relaciones del arte mexicano con el de América Latina (Ciudad de México, 1985).

XI. Historia, leyendas y mitos en México: su expresión en el arte (Ciudad de México, 1986). 

XII. 1492, dos mundos: paralelismos y convergencias (Querétaro, 1988). 

XIII. Tiempo y arte (Oaxaca, 1989).

XIV. Encuentros y desencuentros en las artes (Veracruz, 1990).

XV. Los discursos sobre el arte (Taxco, 1991).

XVI. Arte y vida cotidiana (Cd. de México, 1992).

XVII. Arte, historia e identidad en América: visiones comparativas (Zacatecas, 1993).

XVIII. Arte y violencia (San Miguel de Allende, 1994).

XIX. Arte y espacio (Ciudad de México, 1995).

XX. Patrocinio, colección y circulación de las artes (Puebla, 1996).

XXI. La abolición del arte (Oaxaca, 1997).

XXII. (In)disciplinas. Estética e historia del arte en el cruce de los discursos (Querétaro, 1998).

XXIII. Amor y desamor en las artes (Jalapa, 1999).

XXIV. Arte y ciencia (Guadalajara, 2000).

XXV. La imagen política (San Luis Potosí, 2001).

XXVI. El proceso creativo (Saltillo, 2002).

XXVII. Orientes y occidentes (Veracruz, 2003).

XXVIII. La imagen sagrada y sacralizada (Campeche, 2004).

XXIX. Miradas disidentes. Géneros y sexo en la historia del arte (Puebla, 2005).

XXX. Estéticas del des(h)echo (Ciudad de México, 2006).

XXXI. El futuro (Oaxaca, 2007).

XXXII. Apropiarse del arte: impulsos y pasiones (Lima, Perú. 2008).

XXXIII. Estética del mal: Conceptos y representaciones (San Cristóbal de las Casas, Chiapas. 2009).

XXXIV. La metrópoli como espectáculo: la Ciudad de México, escenario de las artes (Ciudad de México, 2010).

XXXV. Continuo/discontinuo. Los dilemas de la historia del arte en América Latina Oaxaca (Oaxaca, 2011).
 
XXXVI. Los estatutos de la imagen: creación-manifestación-percepción (Ciudad de México, 2012).

XXXVII. Estética del paisaje en las Américas (Querétaro, 2013).

XXXVIII. Animalística (Mérida, Yucatán. 2014).

XXXIX. Historia del arte y estética, nudos y tramas (Ciudad de México, 2015).

XL. Mundo, imperios y naciones: la redefinición del “arte colonial” (Ciudad de México, 2016).

XLI. Entre imagen y texto (Puebla, 2017).

XLII. Migraciones y transformaciones en las artes (Ciudad de México, 2018).

XLIII. Lógicas de dominación y resistencia (Guadalajara, 2019).
XLIV.    El giro material (Virtual, 2020)
XLV.      Epistemologías situadas (Virtual, 2021)
XLVI.    Las fuentes en las historias del arte de América Latina. Retornos y nuevas            interpretaciones  (Virtual, 2022)
XLVII.   Espacios públicos: Formas, medios, usos y re-usos (Oaxaca de Juárez, Oaxaca, México, 2023)
XLVIII.  La imaginación del fin: Futuridades, relatos de exterminio, especulaciones   (Tlaxcala de Xicohténcatl, Tlaxcala, 2024)
XLIX.    La vida de los conceptos en la historia del arte (Ciudad de México, 2025)
XLIX. La vida de los conceptos en la historia del arte (Ciudad de México, 2025) 

## Coloquio del Seminario de Estudio y Conservación del Patrimonio Cultural
En 1991 se creó el Seminario de Estudio y Conservación del Patrimonio Cultural del Instituto de Investigaciones Estéticas, a instancias de la entonces directora, Rita Eder, de Carlos Chanfón y con la constante asistencia de Elisa Vargaslugo. La idea era establecer un seminario interinstitucional y multidisciplinario que se encargara del estudio de la teoría de la conservación y la restauración del patrimonio; sin embargo, ante los problemas inherentes a la defensa de la riqueza cultural de nuestro país, se fue centrando cada vez más en casos y problemas específicos. 
En septiembre del siguiente año, se llevó a cabo su primer coloquio anual, con el título, Temas y problemas. 
Los coloquios anuales han recibido el apoyo y colaboración de diversas universidades y entidades culturales de la república mexicana.
I. Temas y problemas (Ciudad de México. 1992)

II. La Catedral de México: problemática, restauración y conservación en el futuro (Ciudad de México. 1993)

III. La sociedad civil frente al patrimonio cultural (Ciudad de México. 1994)

IV. Especulación y patrimonio (Colima, Colima. 1995)

V. Patrimonio y turismo (San Luis Potosí. 1996)

VI. Investigación y docencia (Ciudad de México. 1997)

VII. Historia del arte y restauración (Tlaxcala, Tlaxcala. 1998)

VIII. Retablos: su restauración, estudio y conservación (Pachuca, Hidalgo. 2000)

IX. La ciudad: problema integral de preservación patrimonial (Colima, Colima. 2001)

X. Lineamientos y limitaciones en la conservación, pasado y futuro del patrimonio (Taxco, Guerrero. 2002)

XI. Modas y tendencias de la conservación y la restauración (Toluca, Estado de México. 2003)

XII. La revolución industrial y su patrimonio (Córdoba, Veracruz. 2004)

XIII. Diagnóstico en Defensa del Patrimonio Homenaje a Manuel González Galván (Morelia, Michoacán. 2005)

XIV. La fotografía: imagen y materia (Oaxaca, Oaxaca. 2006)

XV. El patrimonio de los siglos XX y XXI (Ciudad de México. 2007)

XVI. Defensa y conservación de la pintura mural (Cuernavaca, Morelos. 2009)

XVII. Rutas culturales (Quito, Ecuador. 2010)